# Atemnora westermannii
Espèce
Synonymes
- Macroglossa falkensteinii Dewitz, 1879
- Atemnora falkensteinii (Dewitz, 1879)

Atemnora falkensteinii est une espèce de lépidoptères (papillons) de la famille des Sphingidae.